# سپیدار (بویراحمد)
سپیدار، شهری در بخش سپیدار شهرستان بویراحمد در استان کهگیلویه و بویراحمد ایران است. این شهر، مرکز بخش سپیدار است.

## جمعیت
بر پایه سرشماری عمومی نفوس و مسکن در سال ۱۳۹۵، جمعیت شهر سپیدار برابر با ۱٬۵۰۳ نفر (۳۷۳ خانوار) بوده است.